# Amber Newman
Pour les articles homonymes, voir Newman.
Amber Newman, née en 1978 à Tipp City dans l'Ohio, est une actrice et mannequin américaine.

## Biographie
Elle a principalement tourné dans des films érotiques ou des films érotico-horreur.
Elle a tourné trois films sous la direction de Jesús Franco : Mari-Cookie and the Killer Tarantula in 8 Legs to Love You, Lust for Frankenstein et  Tender Flesh .
Amber Newman a épousé le 14 mai 1998 à Las Vegas un agent de police du nom de Ronald Jr. Nowak, mais ils ont divorcé depuis.

## Filmographie
- Erotic Confessions (1995) TV : Gina
- Vamps (1995) : Randi
- Lap Dancing (1995) : Lapdancer
- Erotic Confessions: Volume 1 (1996) : Gina
- Foutain of Youth (1996) : la jeune fille sexy
- Evil Ambitions (1996) : Brittany Drake
- Tender Flesh (1997) : Paula
- Mari-Cookie and the Killer Tarantula in 8 Legs to Love You (1998) : Amy
- Lust for Frankenstein (1998) : La stripteaseuse
- Stripper Wives (1999) : Betsy
- Scandal: On the Other Side (1999) : Shannon/Randi
- Desirable Liaisons (1999) TV : Gail
- Pleasurecraft (1999) : Junet
- Timegate: Tales of the Saddle Tramps (1999) : Evie
- Dungeon of Desire (1999) : Vickie
- Scandal: Body of Love (2000) : Jane
- The Voyeur (2000) TV : Sharon
- Sex Files: Sexual Matrix (2000) : Monica
- Night Calls: The Movie, Part 2 (2000) : Kat
- Passion Cove  (2000) TV
- Virgins of Sherwood Forest (2000) : Andrea/Juliet
- Ensorcèlement sensuel (Sex Files: Sexually Bewitched) (2000) : Sarah Newman
- Un homme parfait (Sex Files: Creating the Perfect Man) (2000) : Vanessa
- Sex Files: Alien Erotica II (2000) : Natalie
- Sex Files: Ancient Desires (Désirs intenses) (2000) : Rivero's Girl #2
- Sex Files: Erotic Possessions (2000) : Melissa
- Commerce illégal (Scandal: Lawful Entry) (2000) : Erika Johannsen
- Enquête de charme ou The Regina Pierce Affair (2001): Marie
- Scandal: Sin in the City (2001) : Sandy
- Black Scorpion (2001) TV : Mist
- Sexual Magic (2001) : Lelia
- Virtual Girl 2: Virtual Vegas (2001) : Molly
- Blood Sisters: Vamps 2 (2002) : Elizabeth
- Passion Before Midnight (2003) : Tina Meyers
- Vampyre Tales (2005) : Claudia
- Blood Ties: The Legend of Hammerhead (2009) : Becca
- Dozers (2010) : Mystique
- Hell-O-Ween (2011) : Donna
- Virgin Hunters 2 (2016) : Beth
- Last of the Grads (2021) : Ma